# 怀覃会馆
怀覃会馆是明、清时河南北部三府（彰德、卫辉、怀庆）商人设在泽州府的行业会馆，位于今中华人民共和国山西省晋城市城区南街街道驿后社区东巷40号。

## 历史
当年的河南北部三府商人以经营白面和布匹为主。他们兴建的怀覃会馆设于水陆院旁，于清乾隆五十八年（1793年）开工，至嘉庆七年（1802年）完成。建筑群包括影壁、正门和东西戟门、戏楼、钟鼓楼、献殿、正殿、垛殿、东西配殿等，装饰奢华。文革时期，怀覃会馆遭破坏，改为工厂，仅存献殿、正殿、垛殿和东西配殿。

## 建筑
献殿面阔三间，进深三间，正方形平面，歇山顶，雕刻精美。

## 保护
1997年4月公布为第一批晋城市文物保护单位，编号1-3
2016年6月6日公布为第五批山西省文物保护单位，编号5-98。
2019年10月7日公布为第八批全国重点文物保护单位，编号8-0258-3-061。